# Яришув (Опольське воєводство)
Яришув (пол. Jaryszów, нім. Jarischau) — село в Польщі, у гміні Уязд Стшелецького повіту Опольського воєводства.
Населення — 796 осіб (2011).

## Демографія
Демографічна структура станом на 31 березня 2011 року:
|          | Загалом | Допрацездатний вік | Працездатний вік | Постпрацездатний вік |
| -------- | ------- | ------------------ | ---------------- | -------------------- |
| Чоловіки | 366     | 91                 | 242              | 33                   |
| Жінки    | 430     | 94                 | 249              | 87                   |
| Разом    | 796     | 185                | 491              | 120                  |